# Journal of International Criminal Justice
Das Journal of International Criminal Justice (JICJ) ist eine juristische Fachzeitschrift für Internationales Strafrecht. Sie erscheint auf Englisch und behandelt Themen an der Schnittstelle zwischen Strafrecht und Völkerrecht, insbesondere aus dem Bereich des Völkerstrafrechts. Im JICJ veröffentlichte Beiträge befassen sich mit internationaler Rechtsprechung, sowie mit kriminologischen, rechtsphilosophischen und rechtshistorischen Aspekten internationaler Strafjustiz. Sie erscheint seit 2003, Gründungsherausgeber war Antonio Cassese. Verlegt wird das JICJ von der Oxford University Press. 